# Inhibina
La inhibina o folistatina és una hormona amb un paper fonamental a la menstruació. Als ovaris de les dones regularment es van desenvolupant una o dues desenes de fol·licles primordials i l'inhibina té la funció d'aturar el creixement de tots ells excepte un, que serà el fol·licle preovulatori que deixarà anar un òvul al cicle menstrual. La inhibina, que es troba en gran abundància als fol·licles més petits, contribueix a aturar la síntesi i secreció per part de la hipòfisi anterior d'una hormona essencial al cicle, l'hormona fol·liculoestimulant o FSH.
Es forma a la glàndula pituïtària i es troba també al líquid fol·licular dels fol·licles. Quan una dona està embarassada produeix també inhibina a la seva placenta. No es sintetitza homogèniament al llarg del temps sinó en forma de pulsos, a certs instants del cicle ovàric. En general la quantitat d'inhibina a la sang varia de manera semblant a la d'estrògens. Així, la inhibina A és segregada al mig de la fase lutial d'aquest cicle, és a dir, una setmana després de l'ovulació, mentre que la inhibina B es segrega dues vegades, una a l'ovulació i una altra a l'inici i fins al mig de la fase fol·licular, aproximadament durant una setmana des que es té la regla cada mes. La inhibina disminueix dràsticament al cos de la dona a partir de la menopausa.
Els homes produeixen altres hormones que són similars a la inhibina, l'alfa inhibina i la beta inhibina, a les vesícules seminals i a la pròstata, respectivament.

## Química
Químicament l'inhibina és una glicoproteïna. Es tracta d'un dímer compost de dues subunitats: alfa i beta, unides per un pont disulfur.
La inhibina A i la inhibina B comparteixen una mateixa subunitat alfa, però tenen el beta diferent (beta A i beta B, respectivament). La similitud entre les dues subunitats beta A i B és d'un 65% aproximadament.

## La inhibina al cicle menstrual
L'hormona fol·liculoestimulant (FSH), regulada per la inhibina, és, conjuntament amb l'hormona luteoestimulant (LH), la impulsora principal del cicle menstrual. En aquest, l'FSH estimula el desenvolupament del fol·licle ovàric fins que esdevé un fol·licle ovàric madur. A mesura que va madurant, el fol·licle produeix estrogen i, a mesura que augmenta la quantitat d'estrogen la producció d'FSH va disminuint. És llavors quan actua l'LH, que fa que el fol·licle acabi de madurar i provoca l'ovulació o expulsió per part del fol·licle de l'òvul a la trompa de Fal·lopi. L'LH també fomenta la formació del cos luti amb la resta de fol·licle madur que queda a l'ovari després d'haver expulsat l'òvul. Aquest cos luti produirà progesterona durant dues setmanes per a preparar l'úter en cas d'embaràs. Si aquest no es dona, la baixada de progesterona provoca la menstruació, després de la qual l'FSH estimularà de nou un dels 8 a 20 fol·licles primordials que l'ovari, de manera inherent i periòdica, ha començat a desenvolupar. La resta de fol·licles para de créixer per l'acció de l'hormona inhibina.